# Провизорий
Провизо́рий — филателистическое название временно применяемого знака почтовой оплаты, выпускаемого правительствами государств, местными властями городов и местечек, а также оккупационными властями и марионеточными правительствами.

## Происхождение термина
Происхождение слова «провизорий» связывают с французским словом «provisoire» — «временный» (аналогичные слова есть и в других европейских языках). В русском языке термин часто употребляется во множественном числе (провизории).

## Описание
К временным знакам почтовой оплаты могут относиться как марки и заменяющие их суррогаты, так и надпечатки, сделанные на конвертах или открытках. Могут выпускаться с санкции центральной власти, но существуют многочисленные примеры выпуска провизориев местными или оккупационными властями. Выпуск провизориев, как правило, вызван нехваткой марок. В некоторых случаях возможно применение так называемых разрезанных марок (частей целых почтовых марок).

## Провизории в России и СССР

### Период гражданской войны
Хотя провизории встречались и до Октябрьской революции 1917 года, значительное их количество связано с гражданской войной 1918—1922 годов. В это время на большей части страны не было устойчивой центральной власти, многие регионы стали независимы, и в связи с разрухой и войной была значительная инфляция. Частое изменение тарифов и невозможность обеспечения почтовой сети марками необходимых номиналов обусловили проведение периодических переоценок их наличных запасов согласно указаниям Народного комиссариата почт и телеграфов РСФСР, не предусматривавших каких-либо надпечаток. Однако на местах некоторые почтовые учреждения всё же делали на продаваемых переоценённых марках надпечатки или просто надписывали их от руки. Все эти марки отличает крайне простая техника исполнения надпечаток.
Впервые описание таких выпусков было дано в третьем выпуске каталога под редакцией Ф. Г. Чучина, уточнено и дополнено затем известным московским коллекционером А. А. Широковым, публикации работы которого помешало в 1941 году начало войны. Наиболее полное описание провизориев периода гражданской войны дано в первом томе «Каталога-справочника отечественных знаков почтовой оплаты», выходившего в качестве приложения к журналу «Филателия СССР» — «Филателия» в 1990—1995 годах.

### Провизории СССР
В январе 1983 года было принято решение об увеличении почтовых тарифов на некоторые виды корреспонденции. Тариф простой почтовой карточки поднимался с 3 до 4 копеек, тариф оплаты простого письма — с 4 до 5 копеек. Одновременно отменялся тариф на пересылку авиапочтовой внутренней простой и заказной корреспонденции. В связи с повышением почтовых тарифов на местах возникли трудности со снабжением марками однокопеечного номинала, что, в свою очередь, обусловило появление провизориев, первые из которых были изготовлены в Челябинске. Там, по инициативе местной почтовой администрации, вместо отсутствующих марок необходимого номинала на конверты и почтовые карточки старого образца франкировальной машиной стали ставить дополнительные штемпеля с текстом: «Почта СССР. 001 коп.» рядом с маркой прежнего номинала. Одновременно над кодовым штампом впечатывался текст: «С 2.02.83 г цена 4 коп.» (или соответственно по виду вещи «5 коп.», «6 коп.»). В среде филателистов эти надпечатки получили название «Челябинские провизории». Министерство связи СССР подобную инициативу не одобрило, поэтому провизории не получили широко распространения в стране. Тем не менее, почину Челябинска последовали не только в Челябинской области, так, например, известны надпечатки Магнитогорска и Златоуста, а также некоторые города Казахстана и Дальнего Востока.
2 апреля 1991 года на территории большинства республик СССР вступили в действие новые почтовые тарифы. В частности, постановлением Кабинета Министров СССР стоимость пересылки простого открытого письма повышалась с 4 до 5 копеек, простого закрытого письма — с 5 до 7 копеек. Эти изменения обусловили выпуск марок новых номиналов 13-го стандартного выпуска. Кроме того, в почтовых отделениях активно использовали для франкировки корреспонденции марки в 1 и 2 копейки из предыдущих стандартных выпусков. Однако не везде знаки почтовой оплаты требуемых номиналов были получены вовремя и в достаточных количествах. Первые маркированные конверты и карточки с марками номиналом в 7 и 5 копеек соответственно поступили в обращение лишь в начале лета. При этом на местах не израсходовали карточки и конверты прежних выпусков с марками в 4 и 5 копеек. Возникла необходимость переоценки, что и стало причиной введения провизориев на местах. Часто новая цена конверта проставлялась на клапане от руки. Особый интерес представляют случаи, когда при переоценке почта производила надпечатки дополнительных номиналов на цельных вещах.
Такие провизории известны на территории РСФСР, Белоруссии, Украины.

### Провизории Почты Литвы
Почта Литвы, вышедшая из состава СССР, в 1990 году начала огромными тиражами выпуск своих почтовых марок и маркированных конвертов. Почтовые тарифы с 07.10.1990 были также подняты по отношению к общесоюзным в среднем в три раза. Помимо использования собственных марок, провизории ставились на маркированные конверты и открытки СССР с повышением их номинала в несколько раз.

### Постсоветские провизории
Дальнейший расцвет инфляционных провизориев происходил в России в первой половине 1990-х годов, так как экономические реформы вызвали гиперинфляцию и значительную нехватку марок. Среди провизориев преобладали разнообразные штемпельные отпечатки, но также делались переоценки почтового отправления путём вписывания новой цены от руки, иногда заверявшегося дополнительным оттиском почтового штемпеля, делались надпечатки на советских марках (особенно известны позднее запрещённые к обращению надпечатки Санкт-Петербурга и Ленинградской области, сделанные в 1992 году), применялись для оплаты радиомарки, квитанции, чеки кассовых аппаратов, иногда местные выпуски марок и их суррогатов (носивших обычно полулегальный характер).
В отличие от советских провизориев 1991 года, дополнявших номинал марки, напечатанной на конверте или почтовой карточке, провизории 1990-х годов стали часто аннулировать знак почтовой оплаты на цельной вещи, то есть номинал надпечатки мог полностью соответствовать действовавшему на тот период тарифу.
Существуют также выпуски, никогда не бывшие в почтовом обращении и имеющие «фантастический» характер.
Провизории получили широкое распространение в других новых независимых государствах на всём постсоветском пространстве в первые годы после распада Советского Союза.
- Провизорий Саратова (СССР, 1991): 2 копейки — дополнительная франкировка простого письма к прежнему тарифу в 5 копеек
- Провизорий Выборга (Россия, 1996): 750 рублей — полная франкировка простого письма вместо прежнего тарифа в 1 рубль 50 копеек
- Фантастический выпуск от имени острова Сахалин с надпечаткой нового номинала в 5 рублей на марках СССР 13-го стандартного выпуска (1991, 2 копейки)
- Провизорий города Уральск, Казахстан (1994): новый номинал в 1 тенге 20 тиын вписан в оттиск штемпеля от руки
- Провизорий Почты Украины номиналом в 500 купонов на немаркированном конверте (1994)